# サラリーマン転覆隊
サラリーマン転覆隊（サラリーマンてんぷくたい）は、1988年に発足した日本のカヌーチーム・アウトドア団体。フォールディングカヤックで日本や世界の川を旅する。正式名は「転覆隊」だったが、メンバーがすべてサラリーマンだったため「サラリーマン転覆隊」と呼ばれた。
1997年11月よりアウトドア雑誌『BE-PAL（ビーパル）』にてその活動を紹介する連載が始まり、この団体の活動を原案としたドラマ『アウトドア・ロックンロール〜サラリーマン転覆隊が行く〜』が2013年BS朝日で放映された。『BE-PAL』での連載に影響を受けて、日本全国に沈没隊、つっぺり隊、満腹隊、轟沈隊、楽沈隊、バカ沈隊、漂流隊、遭難隊、へっぽこ隊、ぶくぶく隊、沈どん隊、水死隊などのカヌーチームが作られた。カヌイスト野田知佑氏とも深い親交がある。

## サラリーマン転覆隊の概要
発足時は単なるカヌーチームだった。徐々に、登山、マウンテンバイク、沢登り、クライミングなどアウトドアスポーツ全般に活動を広げていった。キャッチフレーズは「日本で一番過激でヘタなカヌーチーム」。同時に「命の保証はない。感動の保証はある。」というスローガンも使う。隊長は本田亮。（当時は大手広告代理店に勤務。現在は作家活動をしている。）
転覆隊が使用するカヌーはフォールディングカヤック（折り畳み式カヌー）。フォールディングカヤックは破損しやすいために急流には適さないものだが、転覆隊はこのカヌーを使って急流を下る。そのためよく転覆し、よくカヌーを折ってしまう。転覆隊の名の由来はそこから来ている。遊び方はカヌーにキャンプ道具や食料を積み込んで旅をするツーリングスタイル。
初期の頃、隊長の書く転覆バトルの報告書が面白いと評判になり、1997年4月にフレーベル館から単行本 が発売された。
この単行本を読んだ椎名誠が野田知佑に紹介し、野田知佑が内容を絶賛した こと等をきっかけに、1997年11月より小学館のアウトドア雑誌『BE-PAL（ビーパル）』での連載が始まる。徳島県・吉野川を舞台とした本木克英監督による映画化の話も進み四国放送でも紹介 されたが、未だ実現には至っていない。2013年9月からはBS朝日にて、転覆隊の活動を原案とする「アウトドア・ロックンロール〜サラリーマン転覆隊が行く〜」の放映が始まる。カヌーやクライミングなどの活動をリアルに表現するため、転覆隊の隊員たちが番組に出演し役者をサポートするというドキュメンタリードラマ形式をとっている。
転覆隊の大きな特徴は、バトルに加えて豪快な焚き火料理。コック長のチャーミー坂井が、河原で築地の割烹料理顔負けの料理をつくる。メニューは贅沢だが、調理器具は大鍋、中華鍋とパドルまな板というシンプルなもの。「二度と食えんものを食う」というコンセプトの元、焚き火料理と真剣に取り組んでいる。
カヌー以外の活動としてはママチャリを用いた遠征も特徴的であり、これまでに四国お遍路走破や、東京から青森860kmを走って青森ねぶた祭に参加する、などの試みが各地で話題になっている。
転覆隊の著書や紹介記事、出演しているラジオ番組 やテレビ番組 からのメッセージは「究極のワーク＆ライフバランス」。命がけの挑戦によってストレスの多いサラリーマンを生まれ変わらせることである。

## 主な活動
- 1988年、千曲川にて転覆隊宣言
- 1989年、ユーコン川736kmをカヌーで下る
- 1990年、長良川、沙流川をカヌーで下る
- 1991年、四万十川、天竜川をカヌーで下る
- 1992年、吉野川、飛騨川をカヌーで下る
- 1993年、北山川をカヌーで下り遭難騒ぎ、これをきっかけに鍋料理始める
- 1994年、佐渡海峡カヌー横断に挑戦
- 1995年、知床半島をカヌーで一周
- 1996年、鵡川・空知川をカヌーで下る、MTBで富士山大滑降
- 1997年、カムチャツカ・ヴィストラヤ川をカヌーで下る（転覆隊単行本初出版）
- 1998年、風蓮川の奥地へカヌーで潜入、奥多摩でケービング、雲取山からMTBで滑走
- 1999年、カナダ・テスリン川をカヌーで下る、梵字川をカヌーで下る
- 2000年、台風の西表島をカヌーで一周、阿仁川でチュービング
- 2001年、ニュージーランド・ショットオーバー川＆クレアランス川をカヌーで下る
- 2002年、アマゾン川上流部をカヌーで下る
- 2003年、飛島海峡横断に挑戦、妙義山でロッククライミング、ボルネオでケービング
- 2004年、モンゴル・エグ川をカヌーで下る
- 2005年、丹波川で沢登り、尻別川をカヌーで下る
- 2006年、ママチャリでお遍路に挑戦、アラスカ・コバック川をカヌーで下る
- 2007年、ママチャリお遍路完走、東京湾花火大会にカヌーで乱入
- 2008年、ギアナ高地・ロライマ山に登る、千曲川で20周年
- 2009年、マダガスカル・リリー川をカヌーとラフトで下る、ママチャリでねぶた祭りへ
- 2010年、北海道・阿寒川をカヌーで下る、苗場でやぶ漕ぎバトル
- 2011年、西表島ジャングル横断＆カヌー半周、益田川をカヌーで下る
- 2012年、ニュージーランドを自転車、徒歩、カヌーで横断
- 2013年、屋久島を徒歩で縦断、ママチャリ奥の細道出発

## 主な作品

### 単行本
- サラリーマン転覆隊が行く・上巻（フレーベル館）、ISBN 4577701200
- サラリーマン転覆隊が行く・下巻（フレーベル館）、ISBN 4577701219
- サラリーマン転覆隊門前払い（フレーベル館）、ISBN 4577701839
- サラリーマン転覆隊的焚き火料理（小学館）、ISBN 4091047947
- サラリーマン転覆隊が来た（小学館）、ISBN 4093664617
- 悪ガキオヤジが川に行く（小学館）、ISBN 4093664633
- ママチャリお遍路1200km（小学館）、ISBN 4093664641
- 転覆家族が行く！！（フレーベル館)、ISBN 4577600048

### 映像
- VIDEO・サラリーマン転覆隊が来た（小学館）
- DVD＆BOOKサラリーマン転覆隊黄金伝説（小学館）

### デジタルBOOK
- サラリーマン転覆隊・誕生篇（フレーベル館）
- サラリーマン転覆隊・加速篇（フレーベル館）
- サラリーマン転覆隊・闘魂篇（フレーベル館）
- サラリーマン転覆隊・挫折篇（フレーベル館）
- サラリーマン転覆隊・再起篇（フレーベル館）
- サラリーマン転覆隊・野望篇（フレーベル館）
- サラリーマン転覆隊・撤退篇（フレーベル館）
- サラリーマン転覆隊・拡大篇（フレーベル館）
- サラリーマン転覆隊・新天地篇（フレーベル館）
- 紀元前サラリーマン転覆隊・新米篇（フレーベル館）
- 紀元前サラリーマン転覆隊・ダイビング篇（フレーベル館）
- 紀元前サラリーマン転覆隊・サハラ篇（フレーベル館）
- 紀元前サラリーマン転覆隊・ユーコン篇（フレーベル館）
- サラリーマン転覆隊・ママチャリお遍路1200km（小学館）
- サラリーマン転覆隊・悪ガキオヤジが川に行く（小学館）
- サラリーマン転覆隊が来た（小学館）
- 転覆家族が行く！！（フレーベル館）

### テレビ出演
- 1994年5月　NHKBS放送（くじらの来る入り江）
- 2000年5月　東京MXテレビ（サラリーマン転覆隊が行く）
- 2001年2月　BS放送（私とアウトドア犬）
- 2001年7月　韓国ＭＢＣ放送（日本のサラリーマン）
- 2001年10月　テレビ朝日（サイドB）
- 2004年8月　アリコジャパンテレビＣＭ
- 2007年5月　四国放送（ニュース）
- 2007年11月　高知ＲＫＣ放送（ニュース）
- 2008年12月　テレビ東京（空の港で）
- 2013年9月～　BS朝日（アウトドア・ロックンロール）